# 313P/Gibbs
313P/Gibbs è una cometa periodica che fa parte della famiglia delle comete della fascia principale, un sottogruppo delle comete gioviane.
La cometa è stata scoperta il 24 settembre 2014 ma già all'annuncio ufficiale della scoperta, il 27 settembre 2014, erano state trovate immagini di prescoperta risalenti a dieci giorni prima. Il 20 ottobre 2014 fu reso pubblico che ricerche d'archivio avevano permesso di scovare immagini della cometa risalenti al 22 settembre 2003, ossia ad un precedente passaggio al perielio. Questo fatto ha permesso di numerare definitivamente la cometa in un tempo inusualmente breve.